# منارة عنابة
برج المراقبة لمنطقة عنابة هو برج يحمل اسم «منارة رأس الحمراء» أنشئ إبان حقبة الاستعمار الفرنسي وذلك سنة 1850 بأعالي منحدر صخري تغطيه تربة ذات لون أحمر استمد منها اسمه «رأس الحمراء» الذي أطلقه عليه أهل المدينة آنذاك.

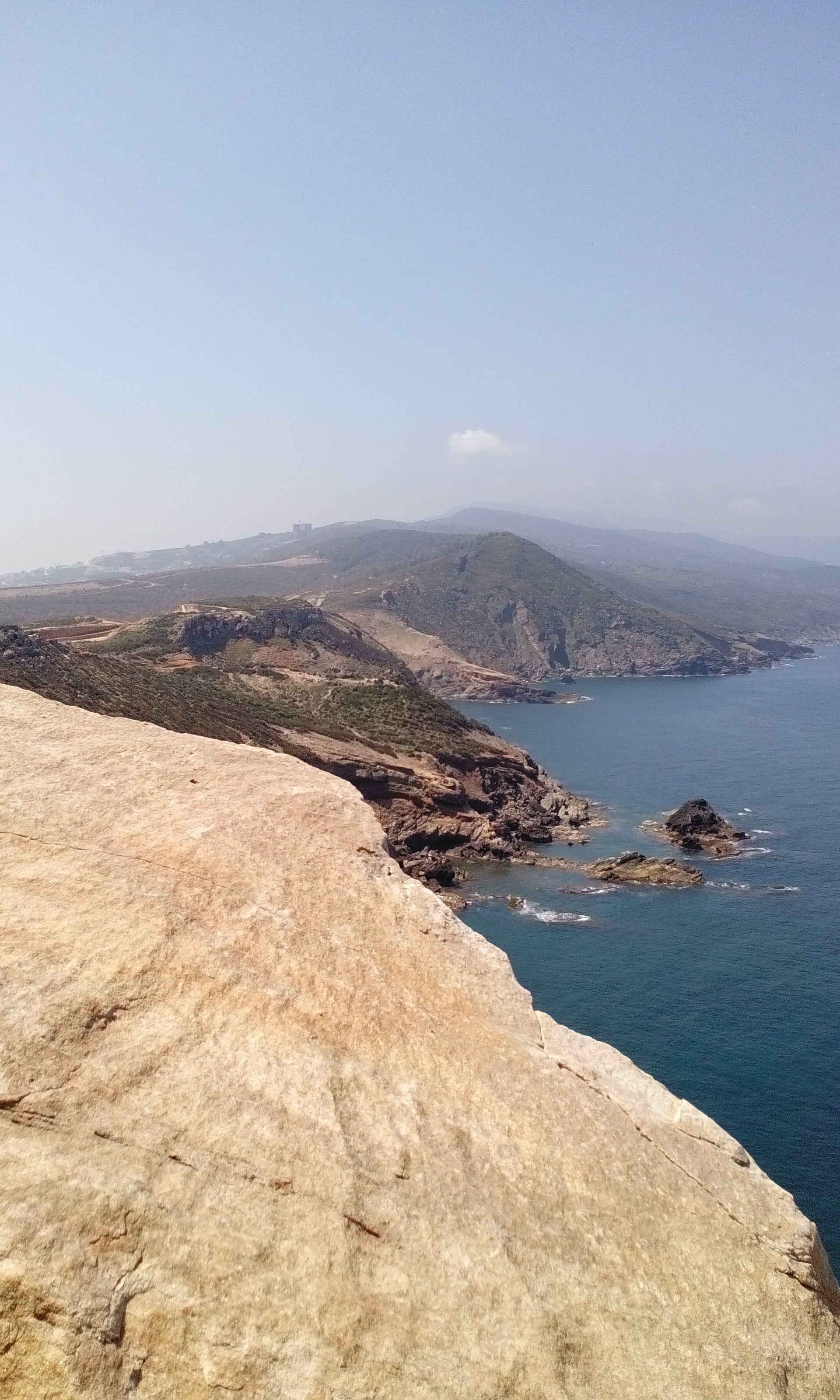
منظر من منارة عنابة

## تاريخ المنارة

### اعتبارات عامة
وُضع عدد قليل من الفوانيس البدائية النادرة بالقرب من الملاجئ التي كانت بمثابة ملجأ للمراكب البربرية؛ مثل الفانوس العادي الموجود على البرج العالي في حصن الصخرة. منذ السنوات الأولى للإحتلال الفرنسي، رُكبت شعلات أكثر كفاءة في أكثر النقاط المميزة. وهكذا في عام 1834، قام الفرنسيون بتركيب جهاز بدلاً من فانوس الجزائر العاصمة والذي يتكون من ضوء ثابت يعلوه تاج دوار يحمل 8 مصابيح مع عاكسات مرتبة لإنتاج ضوء كسوف لمدة 30 ثانية. في 30 ثانية.
تناول التقرير الرسمي الأول إنارة السواحل الجزائرية، وهو تقرير اللجنة البحرية الجزائرية لعام 1843 الذي وضع تقريراً كاملاً «عن التحسينات التي يجب إجراؤها على الأضواء الموجودة (الجديدة في ذلك الوقت)، للأضواء التي سيتم إنشاؤها. على الفور، يجب إشعال الشعلات بعد ذلك». نفذ على مدار عدة سنوات، مع التعديلات التي فرضها التقدم التقني وتطور الملاحة، والتي قررت لجنة المنارة لعام 1861 أهمها.
عُدلت الأجهزة بشكل دوري بين عامي 1860 و 1900. كان أبرز هذه التحسينات هو استبدال الزيت المعدني بالزيت النباتي في عام 1881 بعد ذلك، من خلال استخدام بعض شعلات المصابيح عند مستوى ثابت.
في عام 1902، وُضع برنامج جديد لتحسين الإضاءة الساحلية من خلال إنشاء لجنة بحرية خاصة تبنت برنامجًا للإنجازات يوفر، من بين أمور أخرى، استبدال الأضواء الثابتة الموجودة عن طريق وميض الأضواء الغامضة مع أو بدون قطاعات زاهية الألوان. البرنامج الذي نُفذ بالكامل من 1904 إلى 1908 باستثناء الرصيف الشمالي لميناء الجزائر. في عام 1924 تابع كبير المهندسين لخدمة المنارة المركزية كهربة الأضواء الرئيسية وأضواء الموانئ منذ البعثة العلمية إلى الجزائر.
بالإضافة إلى ذلك، تم تشغيل أربعة أجهزة راديوية؛ في منارة الأميرالية بالجزائر العاصمة (1931)، في رأس الإبرة (1938)، في رأس كاكسين (1938) وفي رأس ماتيفو (1942). كما خططت الخدمات الفنية لإنشاء أربعة مبانٍ إضافية في غضون فترة زمنية قصيرة في رأس تنس، ورأس بنقوت، ورأس بوقارون، ورأس العسة.

### اعتبارات محددة
وقد تم بناء منارة في 1850 وفي عام 1880 خضع لمنشأة المعالجة الأولية مع امتدادا لنظام بصري وفانوس كبير.
المنارة الحالية هي من عام 1908.

## مواصفات
المنارة تطل على خليج عنابة في شمال شرق البلاد.
بنيت المنارة شمال ميناء عنابة على المنحدر الشمالي الغربي من الرأس. برج مربع 17.5 متر حجر عالية البناء يرتدي فانوس صيانة الأماكن المغلقة، ويجاور مبنى البناء السلس مربع قدم مع اثنين من حراس السكن وغرفة لمرور الأفراد. قريب وجنوب غرب والغرب والجنوب الغربي، مبنيين الخدمات، مربعة ومستطيلة، والبناء على نحو سلس، الأبيض. ترتفع المنارة إلى 146.5 متر فوق مستوى سطح البحر. يمكن الوصول إليه عن طريق البر.
بالقرب من منارة بناء جنوب، مستطيل، حجر البناء، والرمادي. A 45 م و 50 م في السمت منهما 135 درجة و 165 درجة، وهما من أبراج منارة، الهرمية رباعي الزوايا المعدنية، رمادي فاتح، مرتفعات 16 م، 400 م جنوب غرب، الإشارة.
يتم توفير الإضاءة عن طريق الضوء الأبيض 1 فلاش في 5 ثوان. مجموعة الضوئية هي 29 ميلا بحريا، أو حوالي 54 كم.
قوة المصباح 1000W / 220V.